# Clastoptera theobromae
Clastoptera theobromae är en insektsart som beskrevs av Williams 1923. Clastoptera theobromae ingår i släktet Clastoptera och familjen Clastopteridae. Inga underarter finns listade i Catalogue of Life.